# Катценбах
Катценбах (нем. Katzenbach) — община в Германии, в земле Рейнланд-Пфальц.
Входит в состав района Доннерсберг. Подчиняется управлению Роккенхаузен. Население составляет 511 человек (на 31 декабря 2010 года). Занимает площадь 6,06 км².